# SL 히토요시
SL 히토요시(일본어: SL人吉 エスエルひとよし[*], 에스엘 히토요시)는 큐슈여객철도가 카고시마 본선과 히사츠선의 쿠마모토 역 - 히토요시역 구간에서 운영하고 있는 증기기관차를 이용, 견인해 운영하는 임시 쾌속 관광열차이다.

## 개요
야타케역(矢岳) 앞에 위치한 히토요시시 SL 전시관에 정태 보전되어 있던 국철 8620형 58654호가 복원된 이후 1988년 8월 28일에 쿠마모토역과 미야지역(宮地) 역을 운행하던 쾌속 <SL아소BOY>로 영업운전에 복귀했다. 이후 히토요시시에 보전되어 있던 인연으로, 이 기관차를 연간 중 며칠동안은 <SL히토요시호>로 바꾸어 히토요시역에서 발착하는 운전을 했다. 따라서 이 당시 기관차와 객차는 <SL아소BOY>와 함께 사용하는 형태로 운영되고 있었다.
2005년 3월 <SL아소BOY>로 운전중이던 58654호 기관차가 운전 중 차량 고장이 발생했다, 그 후 수리 불가능 결정이 나자, 당시 연간 계획되어 있던 일정이 대폭 감축되고, 이후 동년 8월 28일에 해당 기관차는 운행 종료를 하였다. 따라서 2005년에는 해당 증기기관차를 사용할 수 없는 본래의 운전예정일에, DE10형 디젤기관차가 동일객차를 사용해 <디젤 아소보이> <디젤 히토요시호>로 대체운전하게 되었다. 이후 2006년부터 2010년까지는 <SL아소BOY>대신 <아소1962>가 운행되었다.
그 이후, 58654 기관차가 고쿠라 종합 차량 센터에서 복구됨에 따라, 히사츠선 개업 100주년을 맞이해 2009년 4월 25일에 58654 객차와 리뉴얼된 객차로 운전을 개시했다. 이후 공식 애칭과 명칭이 기존의 애칭에서 '호'를 제외한 <SL히토요시>가 되었다.

### 연혁
- 1988년 10월 9일 : <SL히토요시호> 운전 개시
- 2005년 8월 21일 : <SL히토요시호> 운전 종료.
  - 2005년 11월 13일 : <디젤히토요시호> 운전 종료.
- 2009년 4월 25일 : 기관차 복구와 객차 리뉴얼후, <SL히토요시> 운전개시
- 2009년 6월 22,29일 : 지정권의 발매를 쿠마모토현 안에서만 실시하는 <쿠마모토현민호> 운행
- 2010년 9월 4일 : NHK 방송의 기획 프로그램 "BS 디지털호가 간다! ~ 블루 트레인 규슈 일주 여행 ~"에 맞춰, 임시열차 <BS디지털호>를 운행하였으며, 그 중 쿠마모토-히토요시 사이는 58654 기관차가 <SL디지털호>로 열차를 운행 (객차는 14계 침대차 3량).
- 2012년 12월 22일 - 2013년 1월 6일 : 겨울간 특별 열차로 동일한 다이어에 DE10형이 SL히토요시 객차를 견인하는 <쾌속 히토요시>를 운행함[1]
- 2016년 4월 15일 : 구마모토 지진으로 인해 열차 운행 중단.[2]
  - 2016년 4월 29일 : 운행 재개.[2]

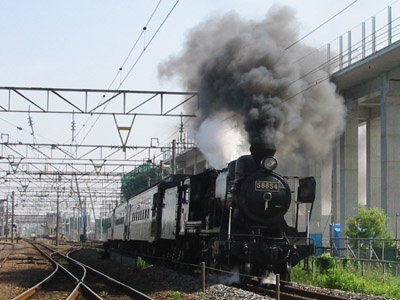
SL 히토요시호 (2003년 5월 10일, 우토 역)
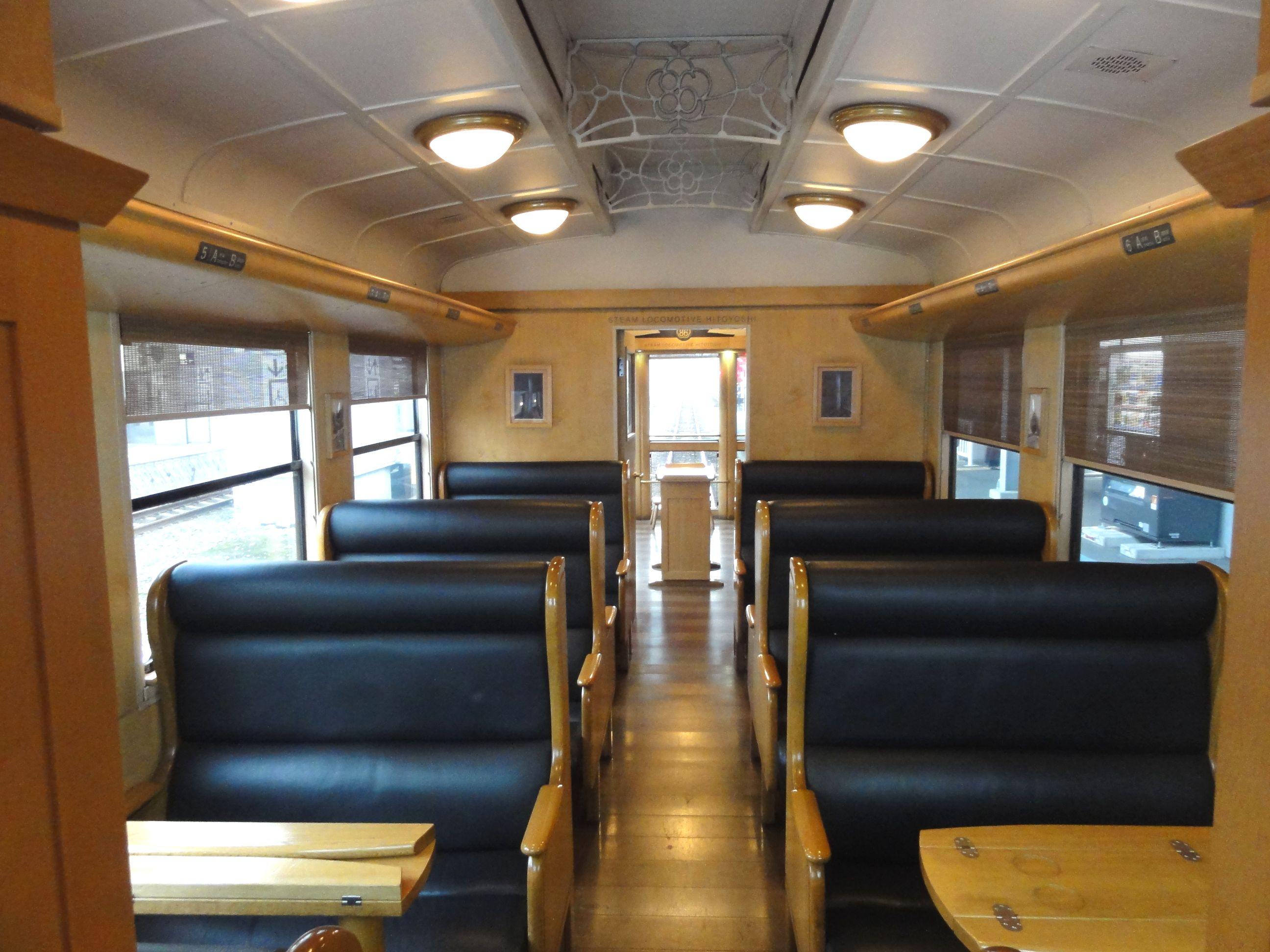
객차의 차내(리뉴얼 후)
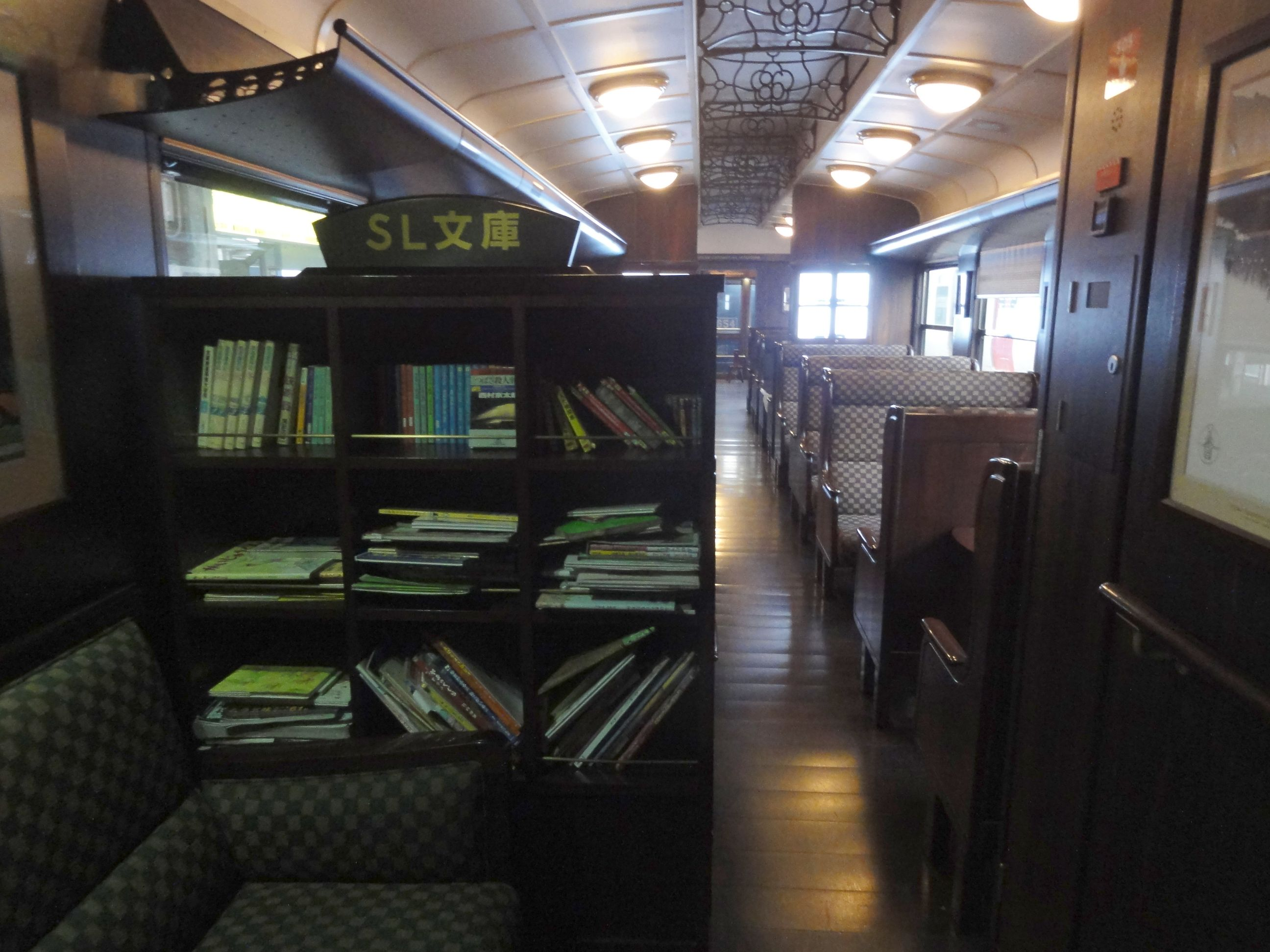
SL문고 (리뉴얼 후)
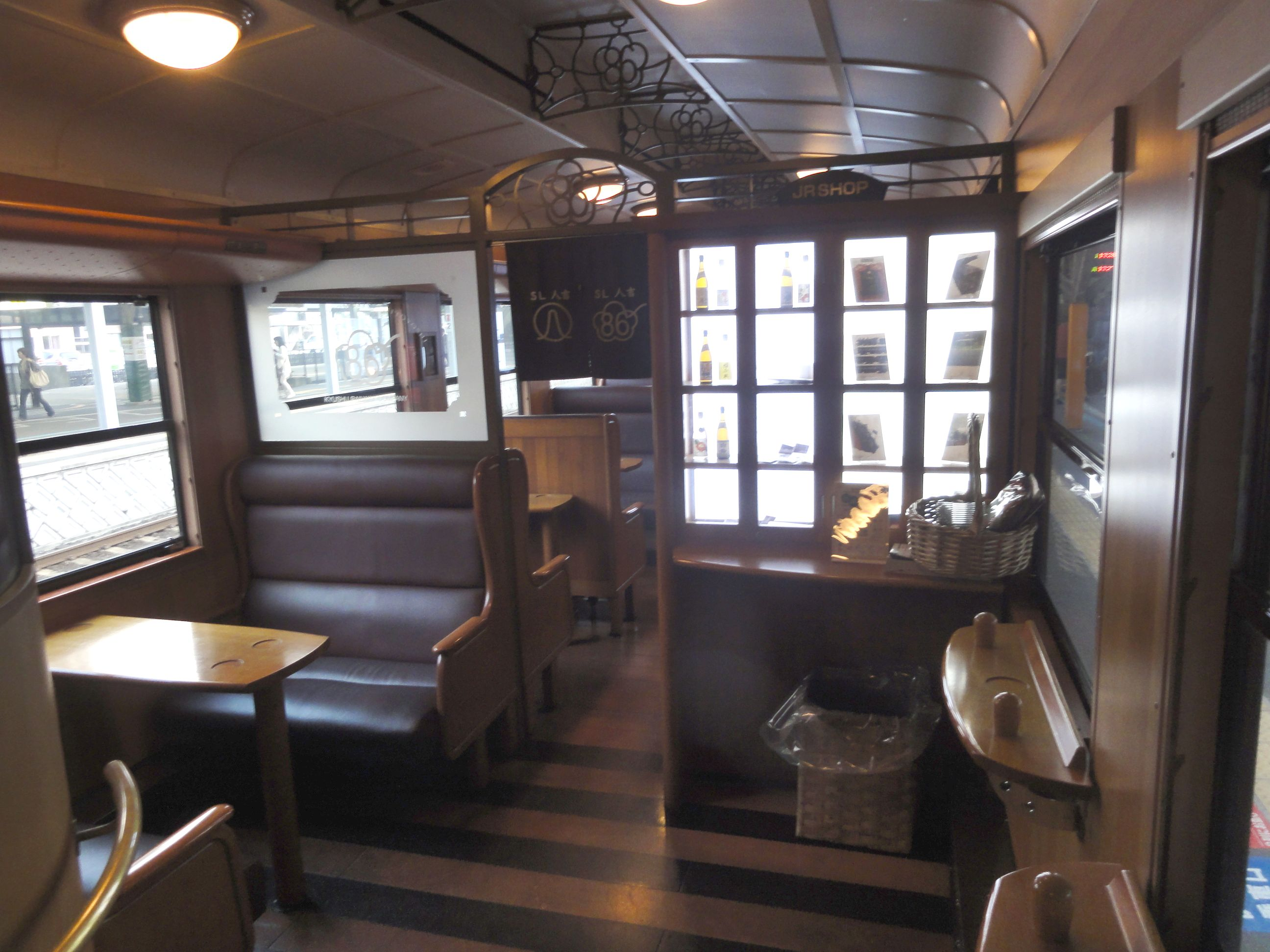
쇼케이스 (리뉴얼 후)
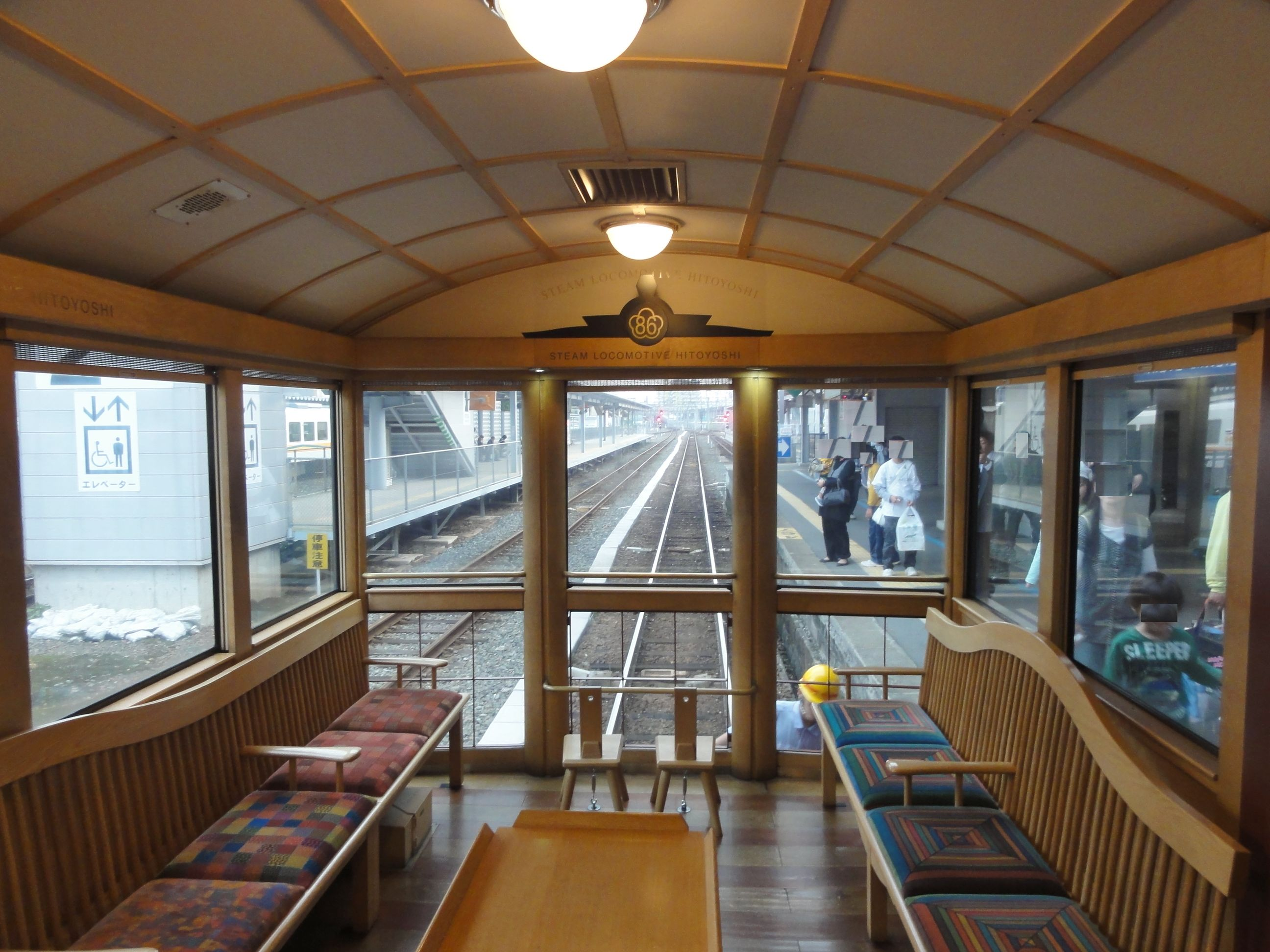
전망 라운지 (리뉴얼 후)

## 운행 방식
3월부터 11월까지 금, 토, 일, 공휴일(축일)과 여름휴가 기간에 1일 1왕복한다. 오전에는 쿠마모토역을 출발해 점심쯤에 히토요시역에 도착한 이후, 오후에 다시 히토요시역을 출발해 저녁쯤에 쿠마모토역에 도착하는 다이어로 구성되어 있다. 전석은 좌석지정석으로, 지정석 요금은 800엔, 어린이는 반값이다.
JR패스, JR큐슈패스에서는 추가 지정석 요금이 발생하지 않는다.

## 정차역
쿠마모토 역 - 신야츠시로 역 - 야츠시로 역 - 사키모토역 - 시로이시역 - 잇쇼치역 - 와타리역 - 히토요시역
2005년까지 운행되었던 「SL히토요시호」「디젤히토요시호」는 위 역 사이에 카고시마 본선에서는 카와시리 역, 우토 역, 마츠바세 역, 아리사역, 히사츠 선에서는 세토이치 역에도 정차했었다.

## 열차 구성

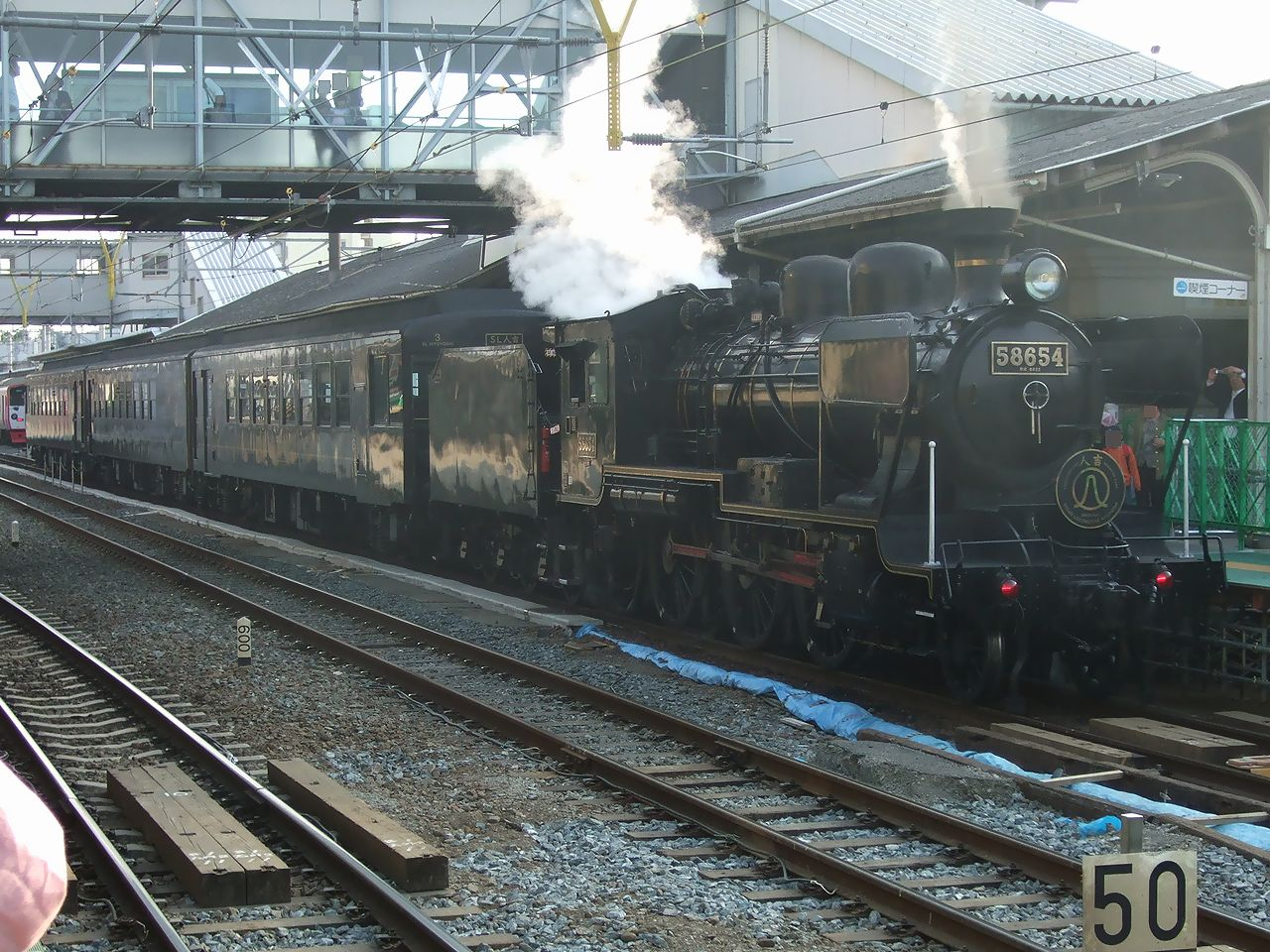
SL히토요시（2009년 4월 29일, 구마모토 역）

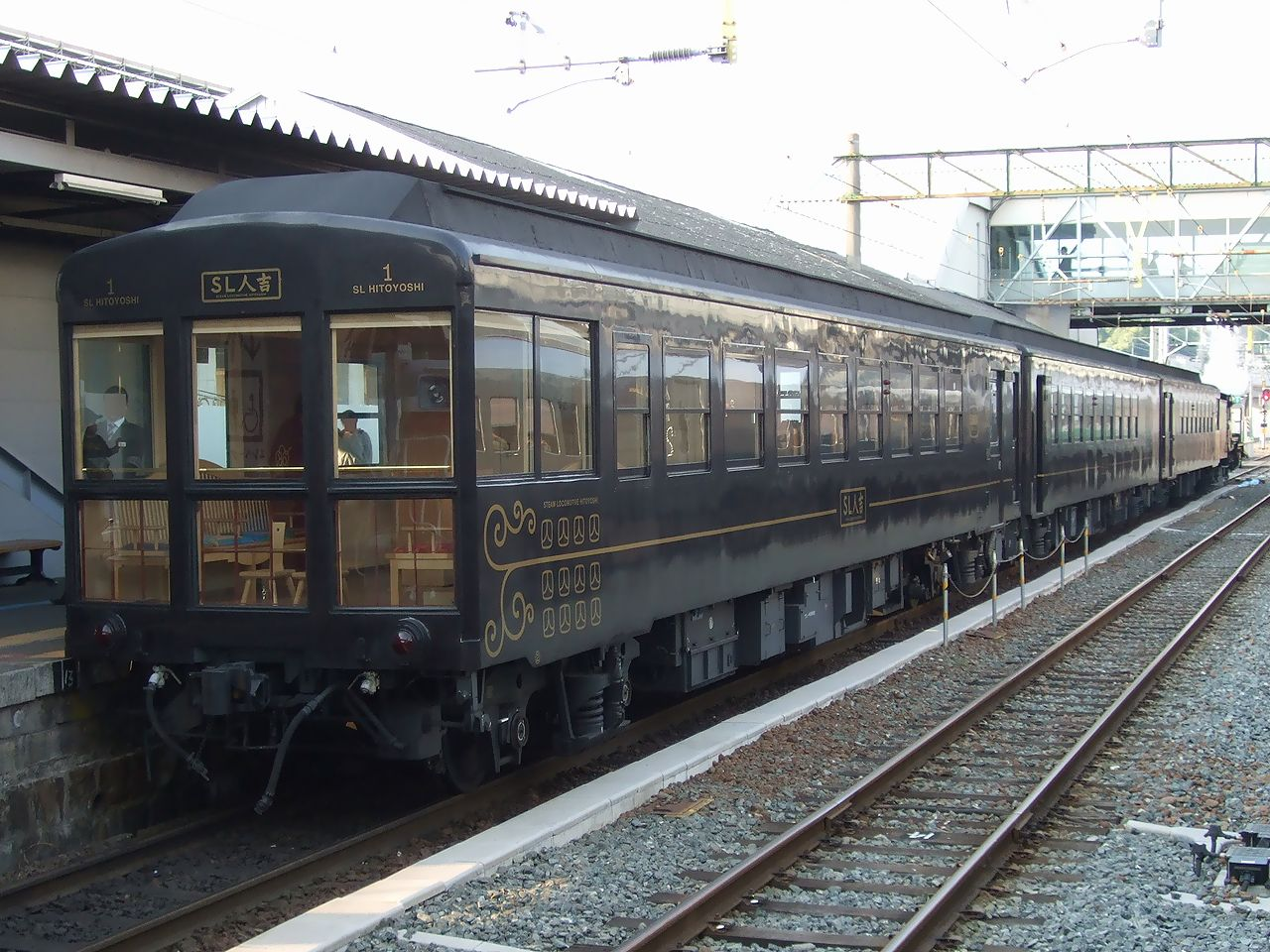
SL히토요시로 사용되고 있는 50계 객차 (2009년 4월 29일, 구마모토 역)

기관차는 일본 국철 8620형 58654호를 사용하고 있으며, 객차는 50계 객차 700호대 미토오카 엔지의 디자인에 의한 리뉴얼로 3량을 개조하여 1호차(히토요시 방향)부터 오하후50 701 - 오하50 701 - 오하후50 702 형태로 사용하고 있다. 차체는 땅 색인 흑색을 사용하고 있으며, 각종의 로고가 들어가 있지만, 양단의 선두차의 전면 하부에도 창이 신설되어, 전망 라운지를 통해 시계가 넓게 확대되었다. 차내에는 객실 중앙부에 쇼케이스가 설치되어 있으며, 탁자는 널판지로 되어 있다.
이 중 1호차는 히토요시쪽 방면, 3호차는 구마모토 방면의 전망을 조명할 수 있으며, 2호차에는 카페가 제공되고 있다. 또한 객차 안에서는 방문 판매도 이루어지고 있다.
기관차와 객차 전체는 구마모토 철도사업부 구마모토 차량 센터에 소속되어 있다.

## 같이 보기
- 히사츠 선
- 아소보이
- 일본의 증기기관차 역사